# Sai Kung
Sai Kung (chin. trad.: 西貢區) – jedna z 18 dzielnic Specjalnego Regionu Administracyjnego Hongkong Chińskiej Republiki Ludowej. 
Dzielnica położona jest we wschodniej części regionu Nowe Terytoria. Powierzchnia dzielnicy wynosi 136,39 km², liczba ludności według danych z 2006 roku 406 442, co przekłada się na gęstość zaludnienia wynoszącą 3 135 os./km².
Dzielnica znajduje się w południowej części półwyspu Sai Kung oraz wschodniej części półwyspu Koulun. Pozostałe terytorium dzielnicy stanowią liczne wyspy. Centrum administracyjnym dzielnicy jest miasto Sai Kung, ale największa liczba ludności mieszka w Tseung Kwan O New Town.

## Wyspy
W letnie wieczory wielu ludzi wynajmuje niewielkie łodzie typu kaitos lub sampan i wypływa na połów mątw, co jest popularnym zajęciem mieszkańców w czasie wolnym. Innym sposobem spędzania czasu jest podróżowanie pomiędzy wyspami rozsianymi na zatoce Port Shelter. Najpopularniejsze wyspy to:
- Kau Sai Chau
- Kiu Tsui Chau
- Leung Shuen Wan Chau
- Pak Sha Chau
- Yeung Chau
- Yim Tin Tsai